# The Four Horsemen
«The Four Horsemen» es la segunda canción del álbum Kill 'Em All del grupo de thrash metal Metallica. La canción original, titulada «The Mechanix», tenía una letra diferente, y fue escrita durante la época en que Dave Mustaine fue guitarrista de Metallica. Después de que Mustaine fue expulsado de la banda, incluyó la canción en el primer álbum de Megadeth, Killing Is My Business... And Business Is Good!, con el título de «Mechanix», con la letra original, y un ritmo mucho más rápido. Después de la partida de Mustaine, James Hetfield reescribió la letra y Kirk Hammett añadió una nueva parte a la canción, con un solo melódico de guitarra en el medio de la canción. Esta sección sólo ha sido tocada en cinco conciertos, en el teatro Lyceum en Londres en el año 1984, el 15 de marzo de 1985 en un concierto en San Francisco, en un concierto en Seattle el 29 de agosto de 1989, el 7 de diciembre de 2011, en la celebración de los 30 años de carrera musical de la banda con John Bush, y en el festival propio de la banda Orion Music & More en 2013, donde interpretaron por completo el álbum Kill 'Em All.
«The Four Horsemen» es una clara favorita de los fanes de Metallica. El título, también ha servido como fuente de uno de los apodos de los miembros del grupo.
Esta canción apareció en la película X-Men: Apocalipsis, estrenada en 2016, y en la segunda temporada de la producción original de Netflix Stranger Things.

## Letra
La letra, como lo sugiere el título, plantea que se acerca el fin del mundo y el Apocalipsis, refiriéndose a los textos bíblicos acerca de Los cuatro jinetes del Apocalipsis. Sin embargo, muchos creen que la canción es acerca de Metallica y de sí mismos como los "jinetes".

## Créditos
- James Hetfield: Voz y guitarra rítmica.
- Kirk Hammett: Guitarra líder.
- Cliff Burton: Bajo eléctrico.
- Lars Ulrich: Batería y percusión.
- Dave Mustaine: Compositor y guitarra líder.

## Versiones
Esta canción junto a «Fight Fire with Fire» y «Creeping Death» fue interpretada por el grupo Cave In en su álbum Beyond Hyporthemia con el nombre de «Metallica Medley». También fue interpretada por los siguientes grupos en álbumes tributo a Metallica.
| Grupo              | Álbum                                                  |
| Lisa Gives Head    | Metal Militia - A Tribute to Metallica II              |
| Moksha             | Phantom Lords - A Tribute to Metallica                 |
| Sloppy Seconds     | A Punk Tribute to Metallica                            |
| Merendine Atomiche | Tribute to Metallica                                   |
| Krabathor          | Overload 2 - A Tribute to Metallica                    |
| Imagika            | Phantom Lords - A Tribute to Metallica                 |
| Buffalo            | Matenlos a Todos - Tributo Argentino a Metallica       |
| Iron Horse         | Fade to Bluegrass - The Bluegrass Tribute to Metallica |
| The Disciples      | Unforgiven: The Songs of Metallica                     |